# San Joaquín Lamillas Centro
San Joaquín Lamillas Centro är en ort i kommunen San José del Rincón i delstaten Mexiko i Mexiko. Samhället hade 1 971 invånare vid folkräkningen 2020.